# Hukiw
Hukiw (ukr. Гуків, his. pol. Huków) – wieś na Ukrainie w rejonie czemerowieckim obwodu chmielnickiego, nad Zbruczem.
Wieś należała do Jaszowskich, Sadowskich i Dwernickich. Była tu komora pograniczna na granicy zaborów rosyjskiego i austriackiego.

## Dwór
Parterowy dwór, z lewej strony skrzydło - piętrowy budynek kryty dachem dwuspadowym ze szczytem do frontu, po prawej stronie parterowy budynek również  z takim samym dachem.